# Tajna Organizacja Nauczycielska

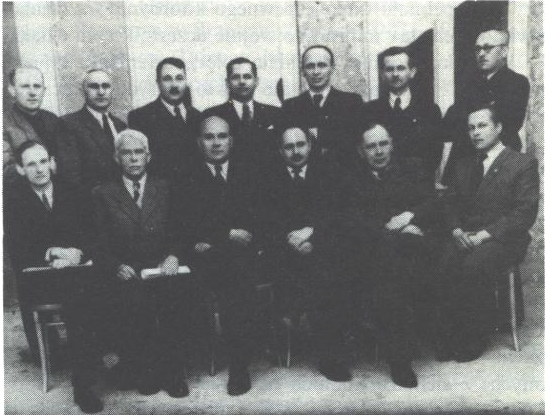
Kierownictwo TON (siedzi trzeci od lewej Czesław Wycech, czwarty Zygmunt Nowicki, pierwszy z prawej stoi Stanisław Świetliczko − okręg łódzki)

Tajna Organizacja Nauczycielska (TON) – konspiracyjna organizacja Związku Nauczycielstwa Polskiego utworzona 26 października 1939 w Warszawie. Jej założycielami byli: Zygmunt Nowicki, Kazimierz Maj, Wacław Tułodziecki, Teofil Wojeński i Czesław Wycech).
Od pierwszych dni okupacji hitlerowskiej organizowała tajne nauczanie, pomoc dla nauczycieli, ukrywała poszukiwanych przedstawicieli inteligencji, pomagała osadzonym w obozach koncentracyjnych i więzieniach. Budowała swoje struktury na terenie całego Generalnego Gubernatorstwa oraz oddziaływała na terenach przyłączonych do Rzeszy (Pomorze, Śląsk). Współpracowała z Delegaturą Rządu na Kraj i ze Związkiem Walki Zbrojnej, a następnie z Komendą Główną Armii Krajowej. Mimo grożących kar za nielegalne nauczanie rzesza nauczycieli nie przerwała swego powołania i przez cały okres II wojny światowej służyła młodzieży. Tysiące straciło życie w obozach koncentracyjnych i więzieniach gestapo.
Bohaterom tajnego nauczania Związek Nauczycielstwa Polskiego ufundował jako dowód wiecznej pamięci pomnik przed swoją siedzibą w Warszawie na Wybrzeżu Kościuszkowskim.
Uchwałą Rady Miasta Katowice nr VIII/130/11 z dnia 18 kwietnia 2011 skwerowi, położonemu u zbiegu ul. T. Kościuszki i ul. Brynowskiej nadano nazwę plac Tajnej Organizacji Nauczycielskiej. Uchwała weszła w życie 7 czerwca 2011.
Imieniem Tajnej Organizacji Nauczycielskiej nazwano także skwer w Poznaniu u zbiegu ul. Królowej Jadwigi i ul. Droga Dębińska oraz rondo w Słubicach, u zbiegu ul. Obozowej i drogi wojewódzkiej nr 137.